# Danska Akademiens Stora Pris
Danska akademiens stora pris (Det Danske Akademis Store Pris), instiftades 1961 och är Danmarks förnämsta litterära hedersbevisning.[källa behövs] Priset utdelas av Danska akademien. Fram till 1982 utdelades det årligen, sedan vartannat år. Priset, som ursprungligen var på 50 000 danska kronor, har sedan 2000 uppgått till 300 000 danska kronor.

## Pristagare[1]
- 1961 – Knuth Becker
- 1962 – Villy Sørensen
- 1963 – Jens August Schade
- 1964 – Jacob Paludan
- 1965 – Erik Knudsen
- 1966 – Klaus Rifbjerg
- 1967 – Ole Sarvig
- 1968 – Tom Kristensen
- 1969 – Frank Jæger
- 1970 – Ivan Malinowski
- 1971 – Leif Panduro
- 1972 – Svend Åge Madsen
- 1973 – Hans Scherfig
- 1974 – Sven Holm
- 1975 – Carl Erik Soya
- 1976 – Jørgen Sonne
- 1977 – Peter Seeberg
- 1978 – Tage Skou-Hansen
- 1979 – Poul Vad
- 1980 – Henrik Nordbrandt
- 1981 – Dorrit Willumsen
- 1982 – Per Højholt
- 1984 – Jess Ørnsbo
- 1986 – Henrik Stangerup
- 1988 – Halfdan Rasmussen
- 1990 – Jens Smærup Sørensen
- 1992 – Peter Laugesen
- 1994 – Ib Michael
- 1996 – Vibeke Grønfeldt
- 1998 – Cecil Bødker
- 2000 – Kirsten Thorup
- 2002 – Vagn Lundbye
- 2004 – Peer Hultberg
- 2006 – Bent Vinn Nielsen
- 2008 – F.P. Jac
- 2010 – Jørn Riel
- 2012 – Thomas Boberg
- 2014 – Knud Sørensen
- 2016 – Helle Helle
- 2018 – Christina Hesselholdt
- 2020 – Naja Marie Aidt
- 2022 – Marianne Larsen
- 2024 – Solvej Balle